# F. Laeisz
F. Laeisz er et tysk rederi. Rederiet har afdelinger i Hamborg, Rostock, Bremerhaven og Grabow og har en flåde af bulkcarriers, containerskibe m.v.
Rederiet er særlig kendt for sin viksomhed i 1800-taller og begyndelsen af 1900-tallet, hvor rederiets hurtige og robuste tall ships, der blev kendt som  Flying P-Liner.

## Historie
F. Laeisz blev grundlagt i 1839 af handelsmanden Ferdinand Laeisz med købet af briggen Carl. I 1853 begyndte sønnen Carl Laeisz i firmaet og 1857 blev barkskibet Pudel bygget til rederiet. Med tiden blev det en regel, at nybyggede sejlskibe i rederiet fik navne, der begynder med P, så som Passat (findes nu som museumsskib i Travemünde), Preußen (femmastet fuldrigger og dengang verdens største sejlskib) og Pommern (findes nu som museumsskib i Mariehamn).
I folkemunde kaldtes rederiet Flying P-line. I mange år kunne de store sejlskibe konkurrere med dampskibe på ruter som salpeterhandlen med Chile. I 1923 købte rederiet sit første dampskib Poseidon. Sejlskibstiden eller Flying P-line æraen sluttede hen imod 2. verdenskrig. Det sidste store sejlskib, der blev bygget til rederiet var den firmastede bark Padua bygget i 1926, som nu sejler som russisk skoleskib Krusenstern.

## Ekstern henvisning
- Wikimedia Commons har flere filer relateret til F. Laeisz
- Rederiets hjemmeside Arkiveret 27. december 2007 hos  Wayback Machine